# Lisi
|  | Per a altres significats, vegeu «Altin Lisi». |

La lisi cel·lular és el trencament de la membrana cel·lular. Totes les cèl·lules tenen una membrana feta de fosfolípids que separen el contingut cel·lular de l'ambient extracel·lular. Els fosfolípids són amfipàtics si tenen embegudes les proteïnes de membrana. La naturalesa dels lípids i les proteïnes varia depenent del tipus de cèl·lula.
A la cèl·lula animal la membrana és l'única barrera, però en una planta o en els bacteris la membrana està envoltada per una paret cel·lular rígida. La paret cel·lular bacteriana està composta per pèptidoglucans. Aquests tipus de barrera extracel·lular confereixen forma i rigidesa a les cèl·lules. La tècnica escollida per a la ruptura cel·lular ha de considerar l'origen del teixit per avaluar la seva facilitat o dificultat de destrucció. A més el mètode ha de ser compatible amb la quantitat de material que serà processat i les aplicacions d'aquest.

## Tipus de lisi

### Citòlisi
La lisi cel·lular o alteració cel·lular és un mètode en què el límit exterior o la membrana cel·lular es descompon o es destrueix per tal d'alliberar material intercel·lular com ara ADN, ARN, proteïna o orgànuls d'una cèl·lula.

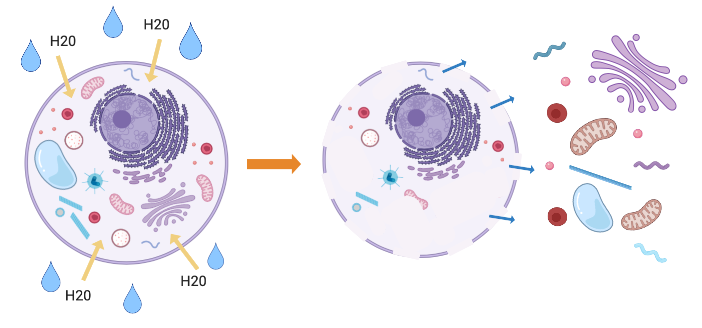
Citòlisi en una cel·lula animal

La citòlisi es produeix quan una cèl·lula esclata a causa d'un desequilibri osmòtic que ha provocat el desplaçament de l'excés d'aigua cap a la cèl·lula. En aquest cas el què ha succeït és que l'espai extracel·lular contenia una concentració menor de solut que l'espai intracel·lular, donant lloc a un medi hipotònic. Per tal de compensar les dues parts i que el medi deixés de ser hipotònic per ser isotònic, es produeix l'entrada d'aigua a la cèl·lula. Així s'aconsegueix que a l'interior d'aquesta, on la concentració de solut era major, ara sigui més diluïda. Simultàniament, augmenta la pressió osmòtica fins que, en un moment determinat, la cèl·lula no pot engrandir-se més i es produeix la lisi. Com a conseqüència,la membrana cel·lular es destrueix i totes les funcions de les que la cèl·lula n'era responsable queden aturades. Tanmateix, tots els orgànuls i contingut de l'interior de la cèl·lula s'alliberen cap a l'exterior, és a dir, cap a l'ambient extracel·lular. És un fenomen característic de les cèl·lules animals que pot ocórrer de manera natural o de manera induïda.
Aquesta es pot prevenir mitjançant diversos mecanismes, inclòs el vacúol contràctil que existeix en algunes paramècies, que bomben ràpidament aigua fora de la cèl·lula. La citòlisi no es produeix en condicions normals a les cèl·lules vegetals ja que aquestes tenen una forta paret cel·lular que reté la pressió osmòtica, o pressió turgent, que d'una altra manera provocaria la citòlisi.

### Oncolisi
L'oncòlisi es refereix a la destrucció de cèl·lules neoplàsiques o d'un tumor.
L'administració local de virus oncolítics als tumors pot afavorir respostes immunes contra el càncer que condueixen a la regressió abscopal de metàstasis a distància, especialment en pacients que reben inhibidors sistèmics del punt de control immunitari.
També s'utilitza per referir-se a la reducció de inflamacions.

### Plasmòlisi
La plasmòlisi és una resposta típica de les cèl·lules vegetals exposades a l'estrès hiperosmòtic. En solucions com la sacarosa, el manitol o el sorbitol, s'extreu aigua del vacúol provocant una pèrdua de pressió turgent. Això farà que la cèl·lula s'arrugui i es faci més petita. Si aquest estat persisteix, el protoplast es retrau encara més, provocant el despreniment de la membrana plasmàtica de la paret cel·lular rígida. La plasmòlisi és reversible i l'addició de solucions hipotòniques o aigua d'aixeta conduirà a la reexpansió del protoplast i al restabliment de la pressió de turgència original.
La plasmòlisi només es produeix en condicions extremes i poques vegades a la natura ja que és un procés que majoritàriament s'ha d'induir provocant que el medi on es trobi la cèl·lula sigui hipertònic per desencadenar el procés.

## Resposta immunitària
El sistema del complement és un component efector molt important de la immunitat adaptativa i innata. L'objectiu principal d'aquest és marcar dianes permanentment per destruir-les, reclutar altres proteïnes i cèl·lules que facilitin la destrucció de les dianes i, en el cas d'alguns bacteris i virus, participar directament en el procés destructiu mitjançant la lisi osmòtica.
Les cèl·lules assassines naturals (NK) tenen un paper important en el rebuig dels tumors i en la destrucció de les cèl·lules infectades per virus. La destrucció de cèl·lules infectades s'aconsegueix mitjançant l'alliberament de perforines i granzims (proteïnes que causen la lisi de les cèl·lules diana) a partir de grànuls de cèl·lules NK que indueixen apoptosi (mort cel·lular programada).

## Aplicacions de la lisi cel·lular
La citòlisi és una important unitat d'operació per al diagnòstic molecular de patògens, els immunoassaigs a partir de test ràpids per al diagnòstic, processos de purificació de proteïnes per estudiar la funció i l'estructura de les proteïnes, el diagnòstic del càncer, el cribratge de fàrmacs, la determinació del transcriptoma d'ARNm i l'anàlisi de la composició proteïnes, lípids i àcids nucleics individualment o com a complexos.
Segons l'aplicació, la lisi cel·lular es pot classificar com a completa o parcial. La lisi parcial de les cèl·lules es realitza en tècniques com la fixació de membranes, que s'utilitza per provar fàrmacs i estudiar els corrents iònics intracel·lulars. En aquesta tècnica, s'insereix una micropipeta de vidre a la cèl·lula, que trenca la membrana cel·lular parcialment. La lisi cel·lular completa és la desintegració total de la membrana cel·lular per analitzar components de l'ADN, l'ARN i els subcel·lulars.

## Mètodes
S'han desenvolupat diferents mètodes per lisar la cèl·lula. La naturalesa del mètode de lisi escollit està influenciada per la facilitat dels passos de purificació, les molècules objectiu per a l'anàlisi i la qualitat dels productes finals. Es poden classificar de la següent manera:

### Mècanics
Els mètodes mecànics es caracteritzena per l'ús de la penetració física per provocar la pèrdua de continuïtat de la membrana plasmàtica de la cèl·lula, cosa que dona lloc a la seva ruptura. Presenta diversos inconvenient: cost elevat, processos de fabricació complicats, amb molt passos i molt llargs.

### No mècanics
Dins d'aquest grup s'inclouen a tots aquells que, a diferència del mecànics, no recorren a la penetració física per provocar la lisi de la cèl·lula. Entre els quals distingim: 
1. Físics: L'aplicació d'una força externa, com poden ser la calor o la pressió, provoca la ruptura 
  - Lisi cel·lular tèrmica: en aquesta, la cèl·lula es congela i descongela diverses vegades. Com a conseqüència, a la membrana plasmàtica apareixen blocs de gel que serà el que provocarà la lisi. Degut a les variacions tèrmiques a què es sotmet la cèl·lula, pot danyar-se el seu contingut. Això, especialment passa amb les proteïnes que poden desnaturalitzar-se per temperatures extremes. Per tant, aquesta tècnica no està indicada per estudiar compartiments sensibles a la temperatura.
  - Cavitació: en aquest, es formen bombolles o petites cavitats a la cèl·lula. Inicialment, aquestes poden tenir un efecte beneficiós ja que es redueix la pressió dins de la cèl·lula. Tot i això, amb el pas del temps aquestes bombolles poden col·lapsar i provocar l'efecte contrari. Com a conseqüència, s'alliberarà molta energia mecànica que produirà ones ultrasòniques i finalment, fragmenten la membrana cel·lular donant lloc a la lisi.[13]
2. Químics: En aquest mètode, s'utilitzen alteracions químiques que canvien el pH de la cèl·lula. És l'enfocament més popular i senzill. Durant aquest procés es deteriora químicament/solubilitza la membrana de les cèl·lules d'interès. S'utilitzen substàncies amb característiques tensioactives per solubilitzar lípids i proteïnes a la membrana plasmàtica, creant porus i, provocant la lisi. Triga entre 2 i 30 segons en efectuar-se en funció de la dissolució escollida i dels reactius que s'han d'eliminar.[14]
  - Lisi alcalina: té una duració d'entre 6-12 hores, cosa que no fa possible la lisi de la cèl·lula immediata. Un dels principals usos es troba en la purificació del DNA plasmídic. Mitjançant l'addicció de NaOH a un medi que conté un detergent aniònic (presencia elevada de càrregues negatives en una solució aquosa), s'alcalinitza el medi, donant lloc a la lisi cel·lular, la desnaturalització del DNA cromosòmic i de les proteïnes i l'alliberament dels plasmidis. Aquests últims, gràcies a la seva mida petita i la seva estructura enrotllada no pateixen tant l'efecte. És una tècnica bastant utilitzada pel seu baix cost, la senzillesa i la facilitat que presenta per realitzar-la.[15]
  - Lisi amb detergents: La ruptura de la membrana cel·lular es fa d'una manera més suau.Concretament, els detergents trenquen la barrera lipídica solubilitzant les proteïnes i interrompent la interacció lípid-lípid, lípid-proteïna i proteïna-proteïna. Els detergents, igual que els lípids, s'associen entre ells i s'uneixen a superfícies hidròfobes. Es componen d'un cap polar hidròfil i una cua no polar hidròfoba.No hi ha un protocol estàndard disponible. El detergent dependrà de l'aplicació que se li vulgui donar. Molts estudis en els quals s'usa electroforesi fan servir típicament SDS per desnaturalitzar les proteïnes del tot. L'elecció del detergent per a la lisi cel·lular dependrà també del tipus de cèl·lula. És important tenir en compte a més els tampons usats, el pH, la concentració de sals i la temperatura per a l'elecció del detergent correcte.[16][17]
3. Biològics: S'empren enzims per destruir la cèl·lula. Alguns d'aquests són els lisozims, la cel·lulosa o la proteasa, entre d'altres. Aporta molt especificitat atès que depenent el tipus de cèl·lula que es vulgui lisar s'utilitzarà un o un altre.
4. Homogeneïtzació líquida. Les cèl·lules es trenquen en ser forçades a passar per espais molt petits.
5. Sonificació . Ones d'alta freqüència trenquen les cèl·lules.[18]
6. Congelació. Cicles de congelació continus trenquen la cèl·lula induint la formació de cristalls.